# Кукушки
Куку́шки (рос. Кукушки) — присілок у складі Ісетського району Тюменської області, Росія.
Населення — 390 осіб (2010, 464 у 2002).
Національний склад станом на 2002 рік:
- росіяни — 94 %